# Sędziwój Tęczyński
Sędziwój Tęczyński, Sędziwój z Tęczyna i Chrobrza herbu Topór (ur. ok. 1420, zm. między 29 maja a 30 sierpnia 1479 w Treviso) – polski szlachcic, duchowny katolicki i prawnik. Kanonik krakowski (1460-1461), oficjał i referendarz krakowski (1473), sekretarz królewski, rektor Akademii Krakowskiej (1460-1461), prepozyt poznańskiej kapituły katedralnej w 1479 roku.

## Życiorys
Był synem Jana Tęczyńskiego (kasztelana krakowskiego) i Barbary Lanckorońskiej oraz bratem Gabriela, Stanisława (wojewody bełskiego), Mikołaja (wojewody ruskiego), Jana Tęczyńskiego z Łętkowic, Zbigniewa (starosty lwowskiego), Andrzeja (kasztelana wojnickiego), Barbary, Jadwigi i Beaty.
W semestrze letnim 1453 roku rozpoczął studia na Wydziale Sztuk Wyzwolonych Uniwersytetu Krakowskiego, trzy lata później uzyskał tytuł bakałarza z pierwszą lokatą. Następnie podjął studia na krakowskim Wydziale Prawa, zdobywając przed połową października 1460 roku bakalaureat dekretów. W trakcie studiów, w 1457 roku został kanonikiem katedry krakowskiej. Około 15 października 1460 roku został wybrany rektorem uniwersytetu, urząd ten pełnił przez jeden semestr. 
Następnie kontynuował studia i w 1462 roku został licencjatem dekretów, w następnych latach prowadził wykłady z prawa kanonicznego. Jako wicekonserwator (obrońca) praw i przywilejów uniwersytetu reprezentował jego interesy w procesach i sporach majątkowych na przełomie 1470 i 1471 roku. Przed 1477 rokiem został wypromowany na doktora dekretów.
Przed dwadzieścia lat (1457–1477) uczestniczył w posiedzeniach kapituły katedralnej krakowskiej, dwukrotnie brał udział w sejmach w Nowym Mieście Korczynie (1461) i Piotrkowie (1463) w związku ze sporem o obsadę biskupstwa krakowskiego. W latach 1463–1464 pełnił funkcję prokuratora (zarządcy) majątku krakowskiej kapituły, a w 1471 roku wraz z Janem Wojszykiem zarządzał kluczem bodzentyńskim dóbr biskupich. W lutym 1472 roku biskup Jan Rzeszowski mianował go oficjałem generalnym krakowskim, urząd ten sprawował do października następnego roku.
Na przełomie 1474 i 1745 roku pracował w kancelarii koronnej jako sekretarz królewski. W 1476 roku pełnił funkcję starosty zamku w Lipowcu. Posiadał także m.in. kantorię w Wiślicy (od 1464), prepozyturę w Skalbmierzu (od 1468), kanonię w kolegiacie św. Jerzego na Wawelu (od 1465), kanonię w Płocku (od 1478) i prepozyturę w Poznaniu (1479). W latach 1477–1479 przebywał w Rzymie, zabiegając skutecznie o prowizję papieską na archidiakonat krakowski.
Zmarł między 29 maja a 30 sierpnia 1479 roku w Treviso, w drodze powrotnej z Rzymu do Krakowa.